# Порог (Вытегорский район)
Порог — деревня в Вытегорском районе Вологодской области.
Входит в состав Андомского сельского поселения, с точки зрения административно-территориального деления — в Андомский сельсовет.
Расположена на правом берегу реки Андома. Расстояние по автодороге до районного центра Вытегры — 29 км, до центра муниципального образования села Андомский Погост — 3 км. Ближайшие населённые пункты — Князево, Маковская, Марино, Пытручей, Терово, Трошигино, Устеново.
По переписи 2002 года население — 13 человек.